# ネオプテリン
ネオプテリンはプテリジン骨格を有する化合物で、サイトカインのひとつであるIFN-γ刺激に伴いマクロファージによってグアノシン三リン酸(GTP)から生合成される物質。炎症性免疫の状態(pro-inflammatory immune status)を示し、細胞性免疫の活性指標としてよく使われている。